# James Reed (Filmproduzent)
James Reed ist ein britischer Filmemacher für Dokumentarfilme aus Bristol.

## Leben
James Reed arbeitet seit 2006 als Produzent und Regisseur für Dokumentarfilme mit dem Schwerpunkt auf der Unterwasserwelt. Er arbeitete unter anderem für BBC, Disneynature und National Geographic. 2015 gründete er seine eigene Produktionsgesellschaft Underdog Films für den Film Jago – Der alte Mann und die Tiefsee, der diverse Festivalpreise  erhielt und auch von der Royal Television Society ausgezeichnet wurde. Es folgten weitere Dokumentationen wie Ngogo – Königreich der Affen  und zwei Filme über die Wildnis von Südkorea.
2020 erschien der Film Mein Lehrer, der Krake, den er zusammen mit Pippa Ehrlich für Netflix drehte. Der Film über einen Taucher, der durch eine Krake wieder zu sich selbst findet, wurde bei der Oscarverleihung 2021 als Bester Dokumentarfilm ausgezeichnet. Im Anschluss erhielt Reed einen Vertrag bei WME.

## Filmografie

### Regie
- 2007: Will Work for Nuts
- 2015: Jago – Der alte Mann und die Tiefsee (Jago: A Life Underwater)
- 2017: Ngogo – Königreich der Affen (Rise of the Warrior Apes)
- 2018: South Korea: Earth's Hidden Wilderness
- 2019: Wild Korea: Life at the Borderlands
- 2020: Mein Lehrer, der Krake (My Octopus Teacher)

### Produktion
- 2006: Horizon: Tutankhamun's Fireball
- 2007: Shark Week: Perfect Predators
- 2008: Nature Untamed: Mystery Bear of the Arctic
- 2009: Naked Science: Countdown to Impact
- 2009: Nature Shock: Elephant Graveyard
- 2010: Nature Untamed: The Whale That Exploded
- 2012: Schimpansen (Chimpanzee)
- 2014: Bären (Bears)
- 2015: Die Welt der Haie: The Ocean's Great Predators (Shark: The Ocean's Great Predators)